# 紐阿斯群島
紐阿斯群島是太平洋島國湯加的群島，為該國最北方的群島。由3個島組成，其中2個島面積較大。總面積71.69平方公里，最高點海拔高度560米，2011年人口有1282人。
最主要的兩個島嶼為紐阿托普塔普島與紐阿福歐島。